# The Third Quartet
The Third Quartet è un album in studio del musicista jazz statunitense John Abercrombie, pubblicato nel 2007.

## Tracce
Testi e musiche di John Abercrombie, eccetto dove indicato.
1. Banshee – 5:53
2. Number 9 – 5:30
3. Vingt Six – 4:24
4. Wishing Bell – 8:19
5. Bred – 7:08
6. Tres – 6:14
7. Round Trip – 5:03 (Ornette Coleman)
8. Epilogue – 5:18 (Bill Evans)
9. Elvin – 8:27
10. Fine – 3:23

## Formazione
- John Abercrombie – chitarra
- Mark Feldman – violino
- Marc Johnson – contrabbasso
- Joey Baron – batteria